# Holzknechtmuseum Ruhpolding

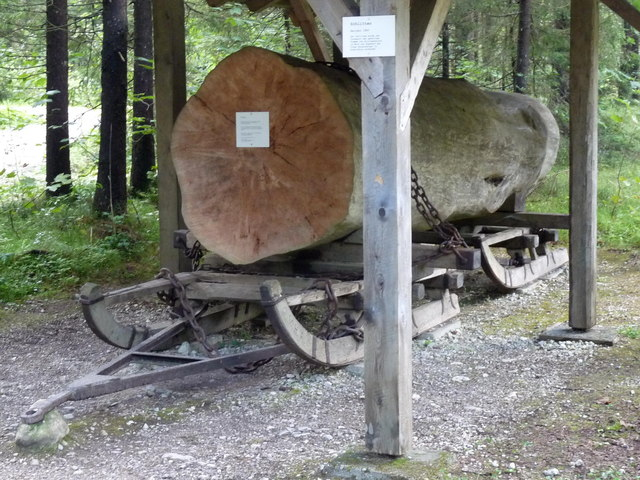
Transportschlitten zum Abtransport von Baumstämmen im Winter

Das im Jahre 1988 eröffnete Holzknechtmuseum in der Laubau südlich von Ruhpolding dokumentiert die Entwicklung der Waldarbeit vom Beginn der Salinenzeit bis heute. Das Museum wird vom Zweckverband Holzknechtmuseum Ruhpolding betrieben, dessen Mitglieder der Förderverein des Museums, der Bezirk Oberbayern, der Landkreis Traunstein und die Gemeinde Ruhpolding sind. Auf dem an das Museum angeschlossenen Freigelände (ca. 30.000 m²) befinden sich zahlreiche transferierte und nachgebaute Forsthütten aus dem Gebiet der ehemaligen Saline Traunstein. Auf dem Freigelände werden auch Methoden zur Holzbringung und Holzverarbeitung gezeigt.